# Yttre Dösjön
Yttre Dösjön är en sjö i Nordanstigs kommun i Hälsingland och ingår i Ljungan-Gnarpsåns kustområde. Sjön har en area på 0,16 kvadratkilometer och ligger 44,1 meter över havet. Sjön avvattnas av vattendraget Dyrån.

## Delavrinningsområde
Yttre Dösjön ingår i det delavrinningsområde (688645-158204) som SMHI kallar för Utloppet av Yttre Dösjön. Medelhöjden är 53 meter över havet och ytan är 1,02 kvadratkilometer. Räknas de 4 avrinningsområdena uppströms in blir den ackumulerade arean 45,91 kvadratkilometer. Avrinningsområdets utflöde Dyrån mynnar i havet. Avrinningsområdet består mestadels av skog (71 procent). Avrinningsområdet har 0,16 kvadratkilometer vattenytor vilket ger det en sjöprocent på 15,4 procent.